# Fahad Al Enezi
Fahad Al Enezi (en árabe: فهد العنزي‎, Kuwait, Kuwait; 1 de septiembre de 1988) es un futbolista kuwaití que juega en la posición de extremo con el Kuwait SC de la Liga Premier de Kuwait.

## Carrera

### Club
| Periodo   | Club                      |
| --------- | ------------------------- |
| 2008–2011 | Kazma SC                  |
| 2011–2012 | → Ittihad FC (cedido)     |
| 2012–2021 | Kuwait SC                 |
| 2018      | → Al-Markhiya SC (cedido) |
| 2021      | → Al-Nasr Kuwait (cedido) |
| 2021–2022 | Al-Nasr Kuwait            |
| 2022-     | Kuwait SC                 |

### Selección nacional
Jugó para Kuwait en 56 ocasiones de 2009 a 2016 y anotó cuatro goles; ganó dos títulos regionales y participó en la Copa Asiática 2011.

## Logros

### Club
- Liga Premier de Kuwait (2): 2012-13, 2014-15
- Copa del Emir de Kuwait (2): 2011, 2014
- Supercopa de Kuwait (1): 2015
- Copa AFC (2): 2012, 2013

### Selección nacional
- Campeonato de la WAFF (1): 2010
- Copa de Naciones del Golfo (1): 2010

### Individual
- Mejor jugador de la Copa de Naciones del Golfo de 2010.

## Estadísticas

### Goles con selección nacional
| #  | Fecha      | Sede                                                     | Rival                  | Marcador | Resultado | Torneo                                               |
| -- | ---------- | -------------------------------------------------------- | ---------------------- | -------- | --------- | ---------------------------------------------------- |
| 1. | 14-11-2010 | Al Nahyan Stadium, Abu Dhabi, Emiratos Árabes Unidos     | India                  | 4–0      | 9–1       | Amistoso                                             |
| 2. | 2-12-2010  | 22 May Stadium, Aden, Yemen                              | Irak                   | 2–2      | 2–2       | Copa de Naciones del Golfo de 2010                   |
| 3. | 15-11-2011 | Al-Sadaqua Walsalam Stadium, Kuwait City, Kuwait         | Emiratos Árabes Unidos | 1–1      | 2–1       | Clasificación para la Copa Mundial de Fútbol de 2014 |
| 4. | 14-11-2014 | Prince Abdullah Al Faisal Stadium, Jedda, Arabia Saudita | Irak                   | 1–0      | 1–0       | Copa de Naciones del Golfo de 2014                   |